# هیرشلاند
هیرشلاند (به فرانسوی: Hirschland) یک کمون در فرانسه با جمعیت ۳۲۲ نفر است که در Canton of Drulingen واقع شده‌است.